# Tadeusz Kroński

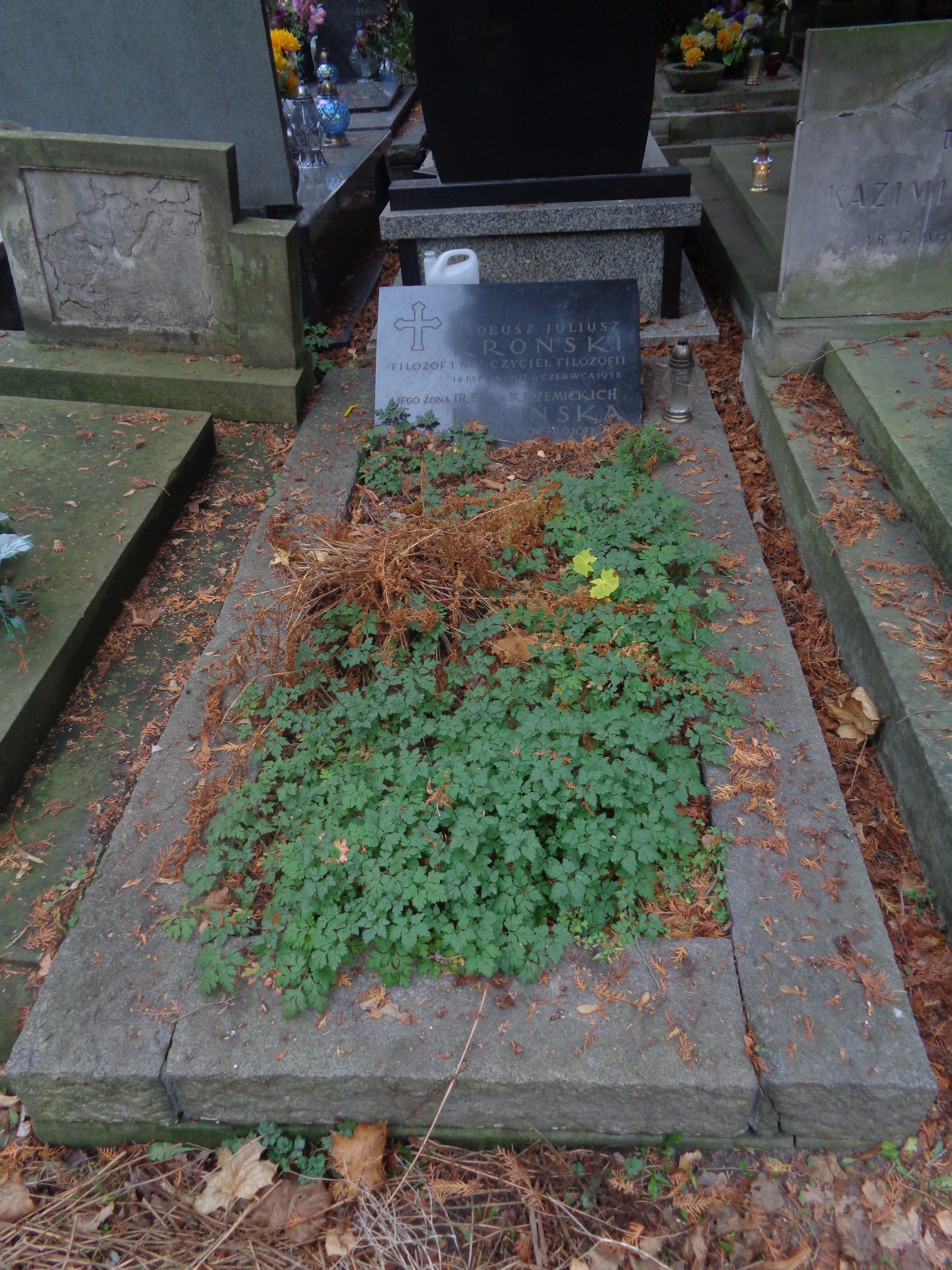
Grób Tadeusza Krońskiego na Cmentarzu Wojskowym na Powązkach

Tadeusz Juliusz Kroński (ur. 14 lipca 1907 w Warszawie, zm. 6 czerwca 1958 tamże) – polski filozof i historyk filozofii, wychowanek i profesor Instytutu Filozofii Uniwersytetu Warszawskiego, uczeń Tadeusza Kotarbińskiego i Władysława Tatarkiewicza. Przez uczniów i przyjaciół zwany „Tygrysem”.

## Życiorys
Syn Aleksandra Ferdynanda, adwokata, i Zofii Marii z Przedrzymirskich. W 1928 ukończył gimnazjum i przez rok studiował prawo na Uniwersytecie Poznańskim, potem przeniósł się na Uniwersytet Warszawski na germanistykę, a następnie na filozofię (ukończoną w 1934 ze stopniem magistra). 1937–1938 kontynuował studia filozoficzne w Pradze, gdzie był związany z Praskim Kołem Filozoficznym. We wrześniu 1939 wstąpił do 1 Robotniczego Ochotniczego Pułku Obrony Warszawy; 27 września, w przeddzień kapitulacji miasta, został ciężko ranny w walkach na Żoliborzu. Od stycznia 1940 członek organizacji Polska Niepodległa pod pseudonimem „Bonawentura”. Uczestniczył w powstaniu warszawskim. Po jego klęsce wraz z żoną, Ireną Krońską, został wywieziony do obozu w Niemczech. Następnie oboje trafili do Armii Brytyjskiej, gdzie zostali tłumaczami. Później mieszkali w Paryżu i Londynie, w 1949 r. wrócili do Polski.
Jego zainteresowania naukowe koncentrowały się wokół filozofii niemieckiej, Hegla i Kanta (Rozważania wokół Hegla (1960)). Wykładał filozofię marksistowską w Instytucie Kształcenia Kadr Naukowych przy KC PZPR, Wojskowej Akademii Politycznej pracował też na Uniwersytecie Warszawskim. Wielokrotnie odrzucano jego podania o przyjęcie do partii. Jest uważany za ojca duchowego tzw. warszawskiej szkoły historyków idei, stworzonej przez jego uczniów (m.in. Leszka Kołakowskiego, Bronisława Baczkę, Krzysztofa Pomiana).
Słynął z poczucia humoru i zdolności do improwizacji i parodii.
Jednocześnie był jednym z intelektualistów najbardziej zaangażowanych w tworzenie stalinizmu w Polsce. Często przytaczana jest jego wypowiedź z prywatnego listu do Czesława Miłosza: "Kto daje nam gwarancję, że ten ustrój, który umożliwia wolność i postęp, przejdzie przez wszystkie niebezpieczeństwa? Na kim się opieramy? Górnicy, część robotników i nawet Żydów (myślę, że nie więcej jak 20%). Że większość jest jeszcze przeciw nam, to dlatego mamy zrezygnować z takiej szansy historycznej. No więc i ja czasem celowo daję się ponieść temperamentowi: My sowieckimi kolbami nauczymy ludzi w tym kraju myśleć racjonalnie bez alienacji" (T. Kroński do Cz. Miłosza, 7 grudnia 1948, Cz. Miłosz, Zaraz po wojnie. Korespondencja z pisarzami 1945-1950, Wydawnictwo Znak, Kraków 1999).
W recenzjach z książek Historia filozofii  oraz Spór o istnienie świata zarzuca autorom – Władysławowi Tatarkiewiczowi i Romanowi Ingardenowi m.in.: idealizm metodologiczny, niedocenienie marksizmu jako przełomu w filozofii, antyhistoryzm, przedstawianie poglądów filozofów nie jako wyrazu interesów klasowych, odcięcie filozofii od nauki.
Został pochowany na Powązkach Wojskowych w Warszawie (kwatera A29-5-19).
Czesław Miłosz poświęcił mu rozdział pt. "Tygrys" książki Rodzinna Europa.

## Wybrane publikacje
- Rozważania wokół Hegla, Warszawa 1960.
- Hegel, Warszawa 1966.
- "Ludwik Feuerbach i Wykłady o istocie religii" [w:] Ludwik Feuerbach, Wykłady o istocie religii, Warszawa, 1981, ss. ix-xviii.

### Artykuły
- Hegel i problemy filozofii historii, SF 2 (1958) z. 3, ss. 42–75.